# سان ایسیدرو، بوئنوس آیرس
سان ایسیدرو (به اسپانیایی: San Isidro) شهری در کشور آرژانتین، استان بوئنوس آیرس است که در سال ۲۰۰۹ میلادی، حدود ۴۵۱۹۰ نفر جمعیت داشته است.

## نگارخانه

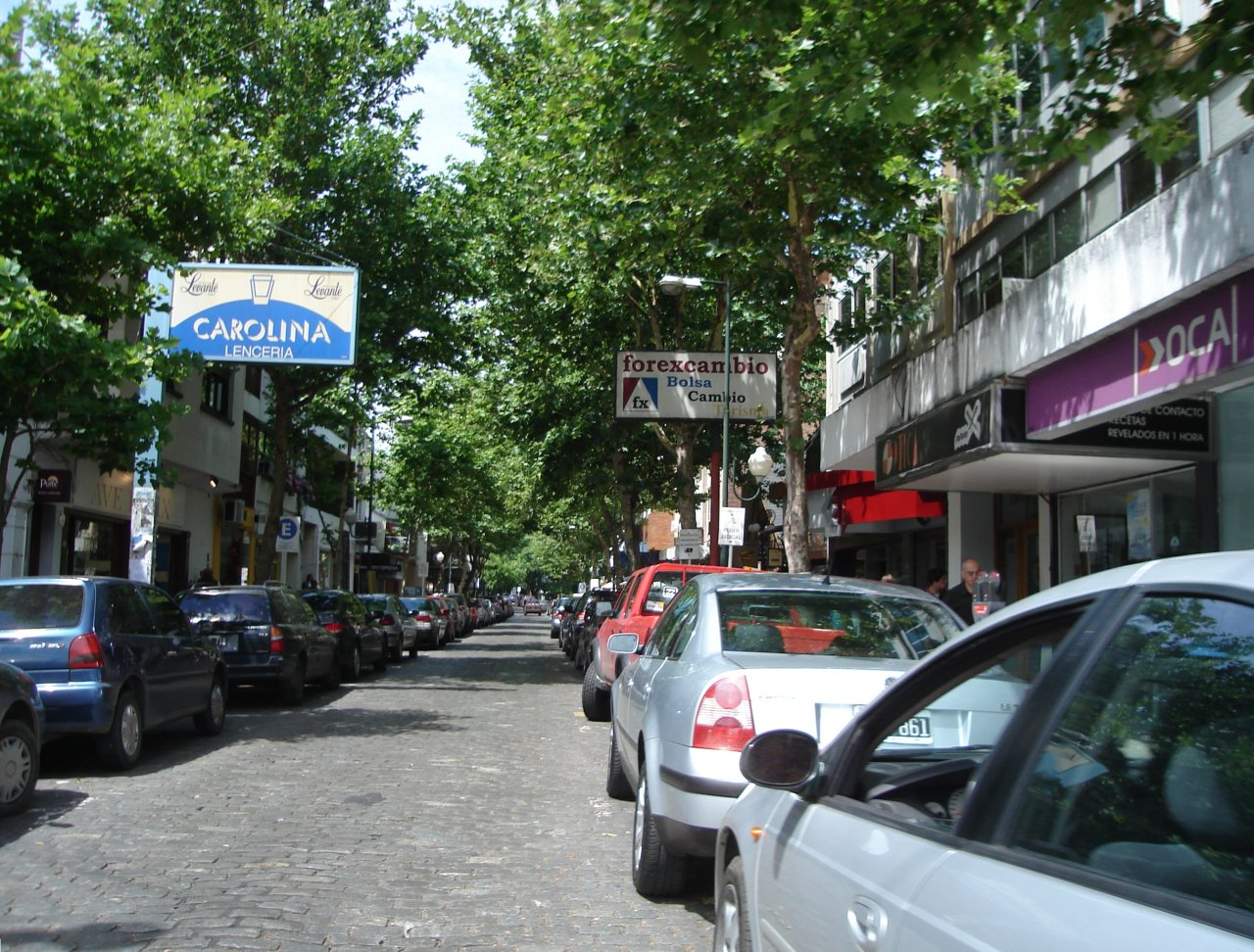
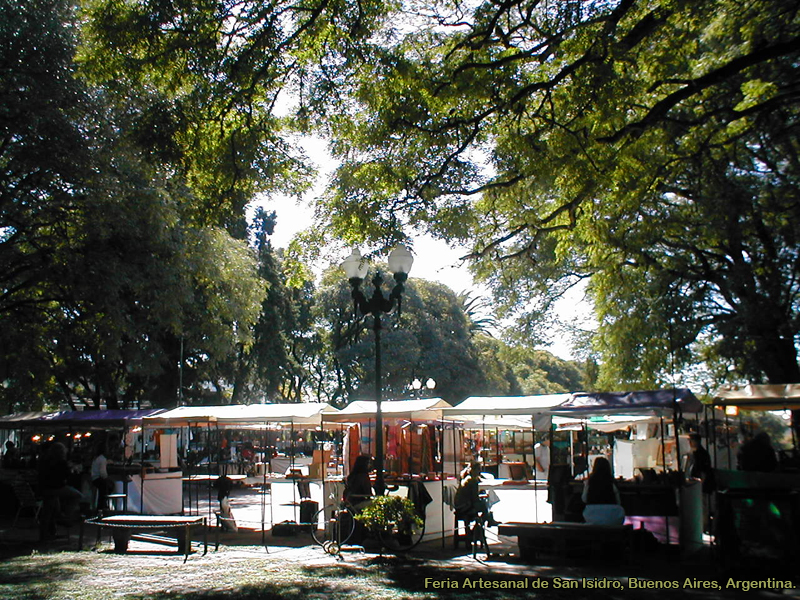
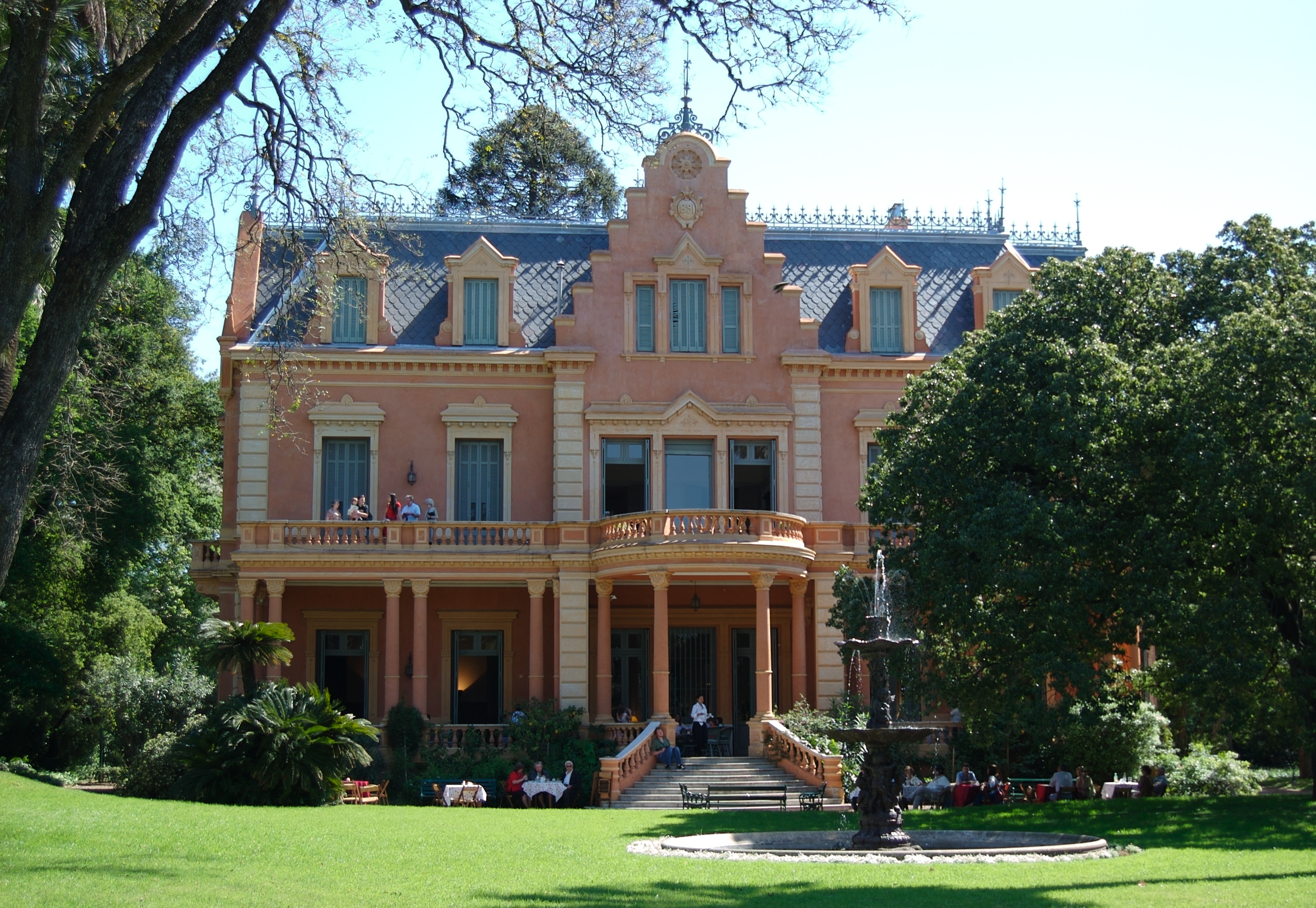
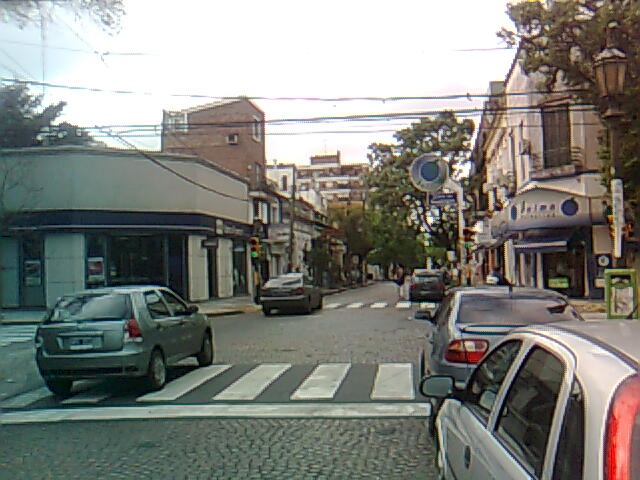
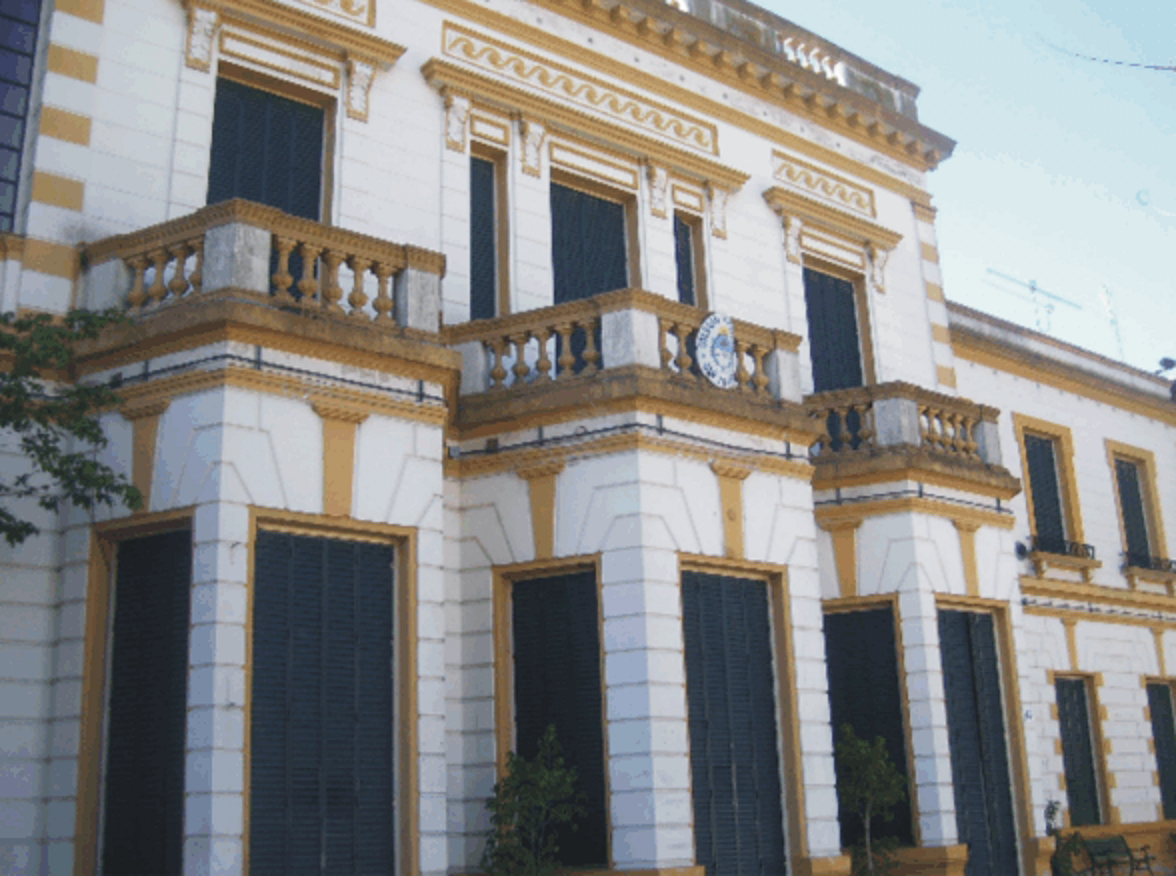
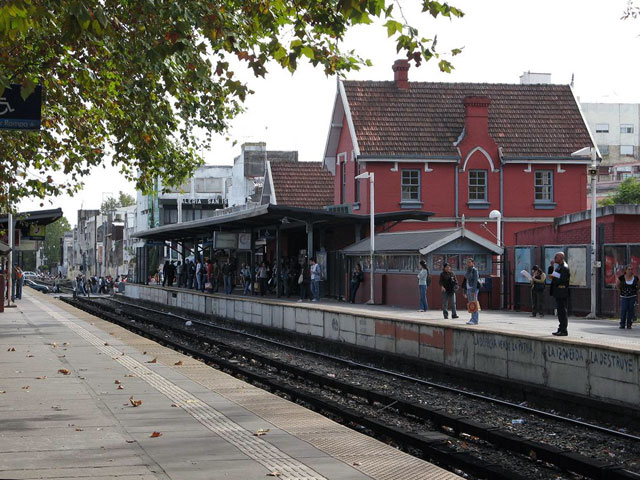